# César Delarue
Pas d'image ? Cliquez ici

a Compétitions nationales et continentales officielles uniquement.

Dernière mise à jour le 29 août 2015.
César Delarue, né le 11 décembre 1987 à Toulon (Var), est un joueur de rugby à XV français qui évolue au poste de deuxième ligne au sein de l'effectif du RC Hyères (1,95m pour 114 kg).
En 2007-2008, il dispute un match en pro D2. En 2008-2009, il joue quatre matchs de challenge européen.

## Carrière

### En club
- 1995-2010 : RC Toulon
- 2011-2012 : Stade phocéen
- 2011-2013 : Rugby Club Massy Essonne
- 2013-2015 : US Montauban
- Depuis 2015 : RC Hyères

### En équipe nationale
- International Universitaire en 2009.

## Palmarès

### En club
Finaliste Gauderman 2002-2003 et 2003-2004.